# Albert Spalding
Albert Goodwill Spalding (2 de setembro de 1849 - 9 de setembro de 1915) foi um arremessador, gerente e executivo americano nos primeiros anos do beisebol profissional e cofundador da empresa de artigos esportivos Spalding. Ele nasceu e foi criado em Byron, Illinois, mas se formou na Rockford Central High School em Rockford, Illinois. Ele jogou na liga principal de beisebol entre 1871 e 1878. Spalding criou uma tendência quando começou a usar uma luva de beisebol.
Após sua aposentadoria como jogador, Spalding continuou ativo no Chicago White Stockings como presidente e coproprietário. Na década de 1880, ele levou jogadores para a primeira turnê mundial de beisebol. Com William Hulbert, Spalding organizou a Liga Nacional. Mais tarde, ele convocou uma comissão que investigou as origens do beisebol e falsamente deu crédito a Abner Doubleday pela criação do jogo.
Ele foi adicionado ao Hall da Fama do Beisebol em 1939.

## Carreira no beisebol

### Jogador

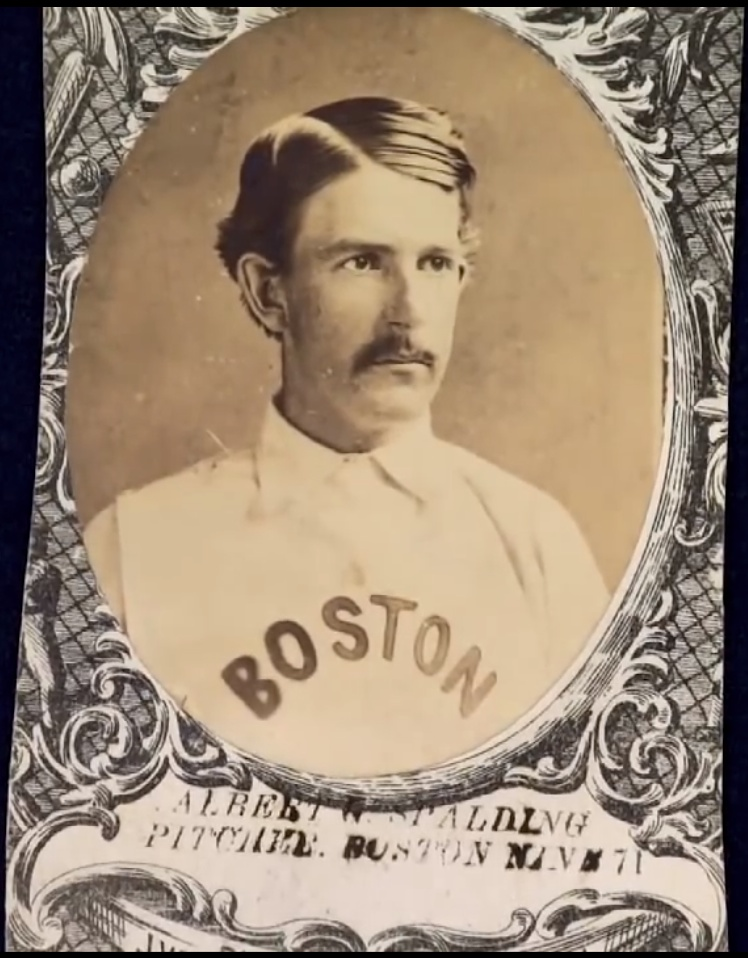
Albert Spalding em um cartão de beisebol do Boston Red Stockings de 1871

Tendo jogado beisebol durante sua juventude, Spalding jogou competitivamente pela primeira vez com o Rockford Pioneers, um time juvenil, ao qual se juntou em 1865. Depois de liderar seu time na vitória por 26 a 2 sobre um time amador masculino local (o Mercantiles), ele foi abordado aos 15 anos pelo Rockford Forest Citys, pelo qual jogou por cinco anos. Após a formação da primeira organização profissional de beisebol, a National Association of Professional Base Ball Players (que ficou conhecida como National Association) em 1871, Spalding se juntou ao Boston Red Stockings (atual Atlanta Braves) e obteve muito sucesso; vencendo 206 jogos (e perdendo apenas 53) como arremessador e rebatendo 0,323 como rebatedor.
William Hulbert, principal proprietário do Chicago White Stockings, não gostou da organização frouxa da Associação Nacional e do elemento de jogo que a influenciava, então decidiu criar uma nova organização, que apelidou de Liga Nacional de Clubes de Beisebol. Para ajudá-lo nessa empreitada, Hulbert contou com a ajuda de Spalding. Agindo de acordo com o desejo do arremessador de retornar às suas raízes no Centro-Oeste e desafiando a integridade de Spalding, Hulbert convenceu Spalding a assinar um contrato para jogar pelo White Stockings (atual Chicago Cubs) em 1876.
Ele foi "o principal arremessador da década de 1870", liderando a liga em vitórias em cada uma de suas seis temporadas completas como profissional. Durante cada um desses anos, ele foi o único arremessador de sua equipe. Em 1876, Spalding venceu 47 jogos como o principal arremessador dos White Stockings e os levou a ganhar o primeiro campeonato da Liga Nacional por uma ampla margem.
Spalding se aposentou do beisebol em 1878, aos 27 anos, embora tenha continuado como presidente e coproprietário do White Stockings e uma grande influência na Liga Nacional. A porcentagem de vitórias de Spalding na carreira de 0,796 (de uma época em que os times jogavam uma ou duas vezes por semana) é a mais alta de todos os tempos para um arremessador de beisebol, 0,058 à frente da estrela da liga negra Dave Brown, com 0,738. Spalding foi o primeiro arremessador a atingir 200 vitórias.

### Organizador e executivo
Nos meses seguintes à assinatura com Chicago, Hulbert e Spalding organizaram a Liga Nacional recrutando os dois principais times do Leste e os outros quatro principais times do que era então considerado o Oeste, também conhecido como selva. Juntando-se inicialmente ao Chicago estavam as principais equipes de Cincinnati, Louisville e St. Louis. Os donos desses clubes ocidentais acompanharam Hulbert e Spalding até Nova York, onde se encontraram secretamente com donos da cidade de Nova York, Filadélfia, Hartford e Boston. Cada um assinou o estatuto da liga, e a Liga Nacional nasceu oficialmente. "Spalding esteve assim envolvido na transformação do beisebol de um jogo de atletas cavalheiros num negócio e num desporto profissional."
Em 1886, com Spalding como presidente da franquia, o Chicago White Stockings (atual Chicago Cubs), começou a realizar o treinamento de primavera em Hot Springs, Arkansas, que posteriormente foi chamado de "berço" do beisebol de treinamento de primavera. O local e o conceito de treinamento foram ideia de Spalding e seu jogador/empresário Cap Anson, que perceberam que a cidade e as fontes naturais criavam benefícios para seus jogadores.
Em 1905, depois que Henry Chadwick escreveu um artigo dizendo que o beisebol surgiu dos esportes britânicos de críquete e rounders, Spalding convocou uma comissão para descobrir a verdadeira origem do beisebol. A comissão pediu que os cidadãos que soubessem alguma coisa sobre a fundação do beisebol enviassem cartas. Após três anos de busca, em 30 de dezembro de 1907, Spalding recebeu uma carta que (erroneamente) declarava que o beisebol era uma invenção de Abner Doubleday. A comissão era tendenciosa, pois Spalding não nomeou ninguém para a comissão se acreditasse que o esporte tinha alguma relação com rounders ou críquete.
Pouco antes de a comissão divulgar suas conclusões, em uma carta ao jornalista esportivo Tim Murnane, Spalding observou: "Nosso bom e velho jogo americano de beisebol deve ter um pai americano". O projeto, mais tarde chamado de Comissão Mills, concluiu que "o beisebol teve suas origens nos Estados Unidos" e "o primeiro esquema para jogar beisebol, de acordo com as melhores evidências disponíveis até o momento, foi idealizado por Abner Doubleday em Cooperstown, Nova York, em 1839".

### Empresário
Em 1876, enquanto Spalding jogava e organizava a liga, Spalding e seu irmão Walter abriram uma loja de artigos esportivos em Chicago, que cresceu rapidamente (14 lojas em 1901) e se expandiu para uma fabricante e distribuidora de todos os tipos de equipamentos esportivos. A empresa tornou-se "sinónimo de artigos desportivos" e continua até hoje.

### Biblioteca Atlética Spalding
Spalding, 1892 e 1941, vendeu livros sob o nome de Spalding Athletic Library sobre muitos esportes diferentes.

### Turnê mundial
Em 1888-1889, Spalding levou um grupo de jogadores das principais ligas ao redor do mundo para promover o beisebol e os artigos esportivos Spalding. Esta foi a primeira turnê mundial de beisebol. Passando pelo oeste dos EUA, a turnê fez paradas no Havaí (embora nenhuma partida tenha sido disputada), Nova Zelândia, Austrália, Sri Lanka, Egito, Itália, França e Inglaterra. A turnê retornou com grandes recepções em Nova York, Filadélfia e Chicago. A turnê incluiu os futuros membros do Hall da Fama, Cap Anson e John Montgomery Ward.
Enquanto Spalding e companhia se gabavam de sua jornada pelo mundo, falando com entusiasmo sobre o futuro do beisebol como um esporte global, na realidade, a turnê teve muito pouco impacto no domínio do esporte no exterior. Esportes como futebol, rúgbi e críquete já estavam estabelecidos em muitos outros países devido à presença do imperialismo europeu, então o beisebol teve dificuldade em ganhar popularidade nessas regiões. Embora o beisebol tenha alcançado um público global mais amplo, isso se deveu a uma difusão em maior escala do esporte e não aos esforços de um magnata, como Spalding imaginou.

### Olimpíadas de 1900
Em 1900, Spalding foi nomeado pelo Presidente McKinley como Comissário dos EUA nos Jogos Olímpicos de Verão daquele ano.

## Outras atividades
Spalding foi um membro proeminente da Sociedade Teosófica sob William Quan Judge. Em 1900, Spalding mudou-se para San Diego, tendo-se casado recentemente com sua segunda esposa, Elizabeth.
Ele construiu uma propriedade na área de Sunset Cliffs, em Point Loma, onde viveu com Elizabeth pelo resto da vida. Os Spaldings criavam cavalos de corrida e colecionavam móveis e obras de arte chinesas.
Ele concorreu sem sucesso para o Senado dos Estados Unidos em 1910 como republicano, mas perdeu para o eventual vencedor John D. Works por uma votação de 92-21 na legislatura da Califórnia. Ele ajudou a organizar a Exposição Panamá-Califórnia de 1915, servindo como segundo vice-presidente.

## Morte
Ele morreu de um derrame em 9 de setembro de 1915, em San Diego, uma semana após seu 66º aniversário. Suas cinzas foram espalhadas a seu pedido.

## Legado
Ele foi eleito para o Hall da Fama do Beisebol pelo Comitê de Veteranos em 1939, como um dos primeiros homenageados do século XIX nas cerimônias de abertura daquele verão. Sua placa no Hall da Fama diz "Albert Goodwill Spalding. Gênio organizacional dos dias pioneiros do beisebol. Arremessador estrela do Forest City Club no final da década de 1860, campeão de 4 anos do Bostons de 1871 a 1875 e gerente-arremessador do campeão Chicagos no primeiro ano da Liga Nacional. Presidente de Chicago por 10 anos. Organizador da primeira turnê mundial do beisebol em 1888."
Seu sobrinho, também chamado Albert Spalding, era um violinista renomado.